# Hazlehurst (Georgia)
Hazlehurst è una città degli Stati Uniti d'America, situata in Georgia, nella Contea di Jeff Davis, della quale è il capoluogo.